# Comuna Talalaiivka, Nijîn
Talalaiivka (în ucraineană Талалаївка) este o comună în raionul Nijîn, regiunea Cernihiv, Ucraina, formată din satele Hvîlivka, Lustivka, Medînșciîna și Talalaiivka (reședința).

## Demografie
Componența lingvistică a comunei Talalaiivka
     Ucraineană (98,42%)
     Rusă (1,43%)
     Alte limbi (0,08%)
Conform recensământului din 2001, majoritatea populației comunei Talalaiivka era vorbitoare de ucraineană (98,42%), existând în minoritate și vorbitori de rusă (1,43%).